# Gérard Lefranc
Gérard Lefranc (Calais, 7 maggio 1935 – Calais, 23 giugno 2025) è stato uno schermidore francese, specializzato nella spada. È stato vincitore di una medaglia d'oro, una d'argento e due di bronzo ai Campionati mondiali di scherma.